# Muonio revir
Muonio revir var ett skogsförvaltningsområde inom Övre Norrbottens överjägmästardistrikt och Norrbottens län som omfattade Karesuando socken, Muonionalusta kapellförsamling med undantag av delar av kronoparken Muonio samt av Pajala socken kronoparken Östra Pajala. Reviret, som var indelat i tre bevakningstrakter, omfattade 324 868 hektar (1920) allmänna skogar, varav tre kronoparker med en areal av 123 719 hektar.